# Honda SH Mode 125

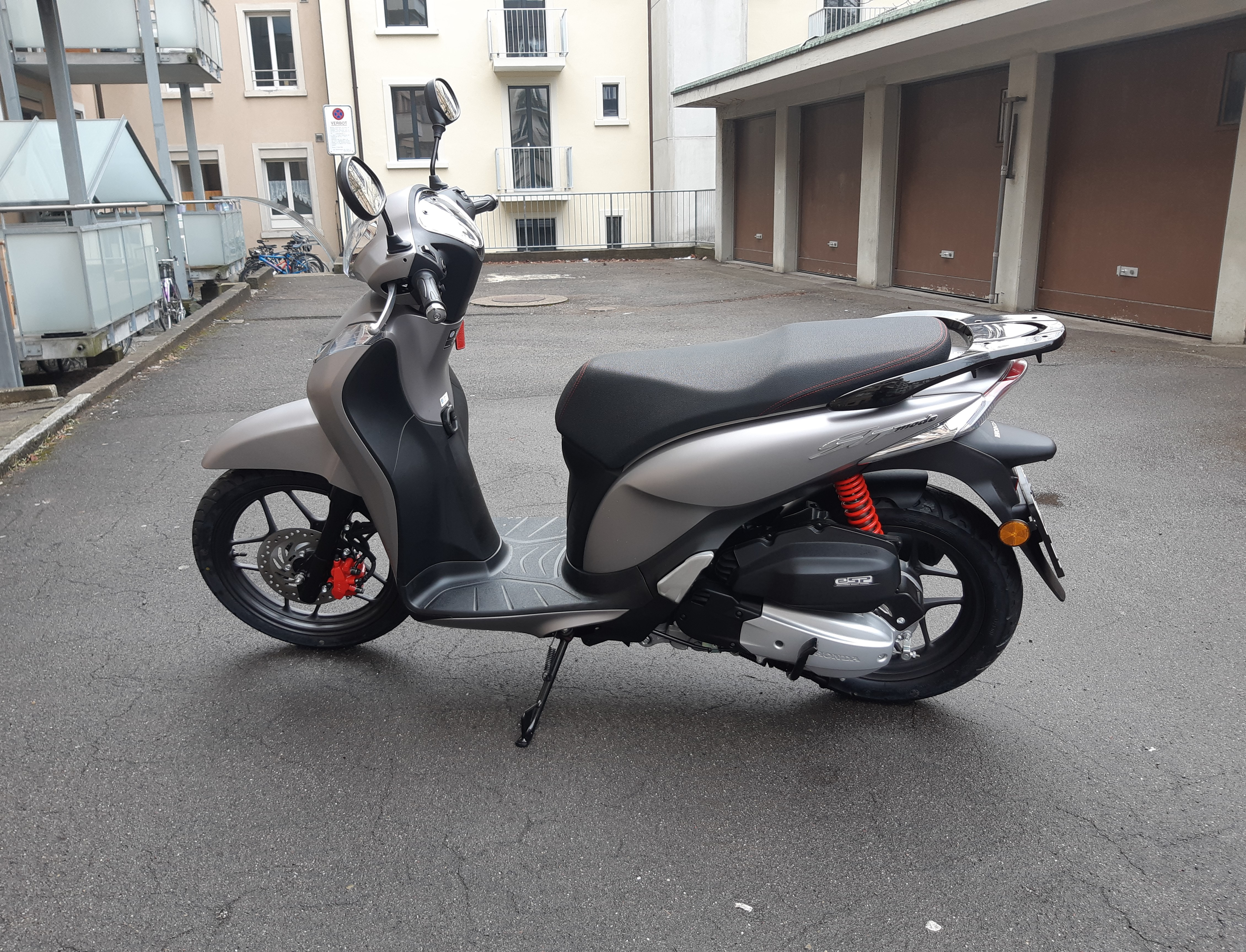
Honda SH Mode 125 (Modelljahr 2018)

Die Honda SH Mode 125 ist ein zweisitziger Motorroller von Honda. Das Modell erschien 2014 auf dem europäischen Markt und wird als abgespecktes Modell der sehr erfolgreichen Honda SH 125, die 2001 vorgestellt wurde, verkauft. Die erste Honda SH mit 50 cm³ wurde 1984 präsentiert. Serienmäßig wird die SH Mode 125 mit Single-CBS und Start-Stopp-Automatik ausgeliefert. Optional kann ein Top-Case nachgerüstet werden.

## Neueinführung des SH Mode 125
Im Gegensatz zu der teureren Honda SH 125i hat die SH Mode 125 Halogen- statt LED-Beleuchtung und nur ein Federbein anstatt zwei. Der Tank fasst 5,5 statt 7,7 Liter. Sie ist außerdem etwas kompakter und leistungsschwächer (8,4 kW/11 PS anstatt 8,9 kW/12 PS), hat jedoch denselben Motor mit 125 cm³ Hubraum mit „eSP“ (enhanced Smart Power) sowie Start-Stopp-Automatik. Die SH Mode 125 kostet ca. 1000 Euro weniger als SH 125i, bei der jedoch das Top-Case zur Serienausstattung gehört.
Die 2019er-Versionen werden mit serienmäßigem ABS verkauft.

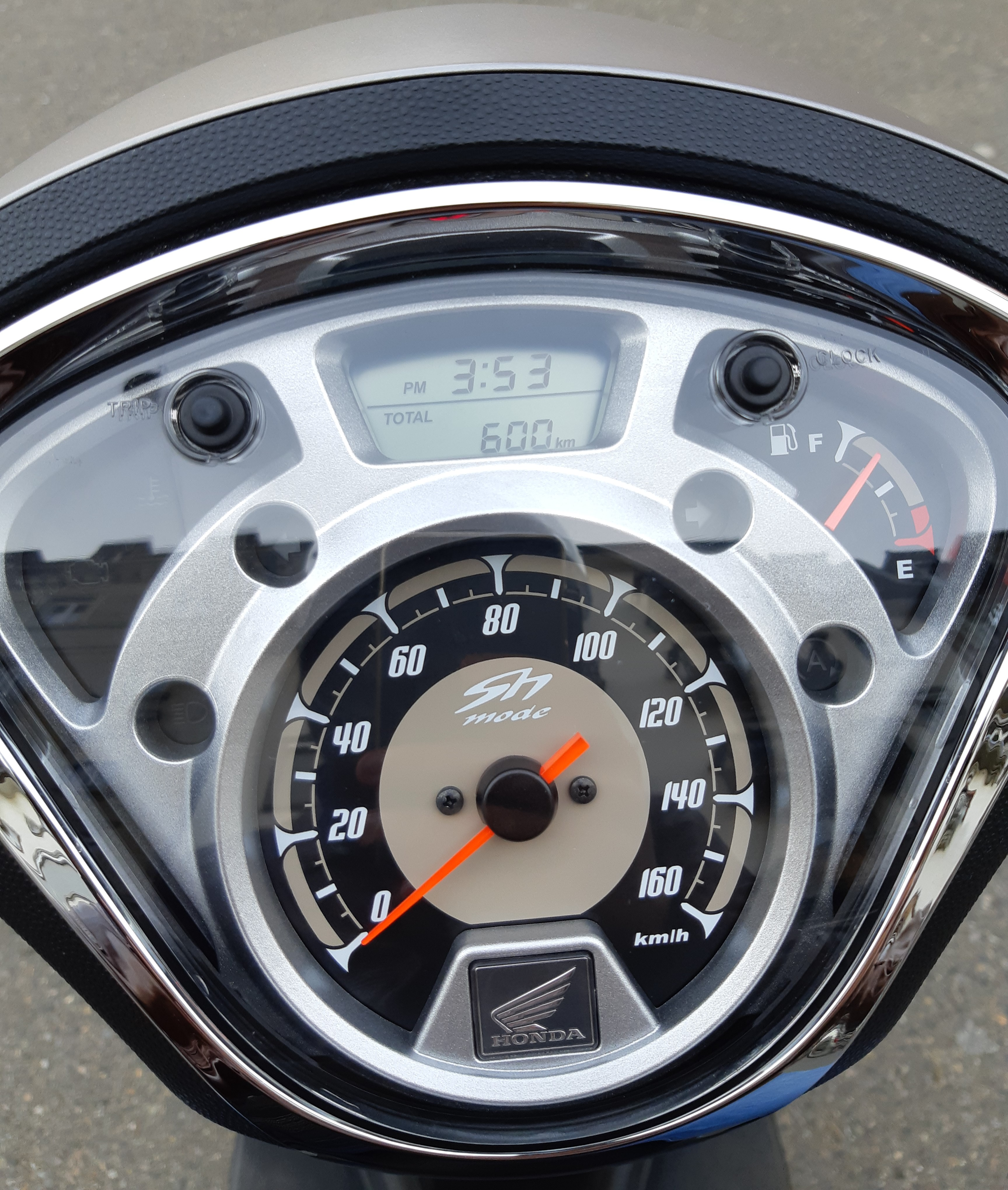
Cockpit der Honda SH Mode 125

## Technische Daten (Modell 2018)
(Quelle:)
| Motor                                  | Flüssigkeitsgekühlter Einzylinder-SOHC-Viertaktmotor. 2 Ventile                    |
| Starter                                | Self-Starter                                                                       |
| Bohrung × Hub / Hubraum / Einspritzung | 52,4 × 57,9 mm / 125 cm³, elektronische PGM-FI-Kraftstoffeinspritzung              |
| Abgasreinigung                         | Geregelter 3-Wege-Katalysator, EURO 4                                              |
| Verdichtung                            | 11:1                                                                               |
| Maximale Leistung (95/1/EC)            | 8,4 kW (11,4 PS) bei 8500/min                                                      |
| Maximales Drehmoment (95/1/EC)         | 12 Nm bei 5000/min                                                                 |
| Motoröl-Füllmenge                      | 0,9 Liter                                                                          |
| Tankinhalt                             | 5,5 Liter (Verbrauch ca. 2 Liter/100 km)                                           |
| Treibstoffqualität                     | Mind. 91 Oktan (Normalbenzin)                                                      |
| Batterie                               | 12 Volt – 5 Ah                                                                     |
| Lichtmaschinenleistung                 | 262 W                                                                              |
| Getriebe                               | Stufenlose Keilriemenautomatik                                                     |
| Rahmen                                 | Stahlrohrrahmen mit Unterzug                                                       |
| Abmessungen (L × B × H)                | 1930 × 665 × 1105 mm                                                               |
| Sitzhöhe                               | 765 mm                                                                             |
| Radstand, Lenkkopfwinkel, Nachlauf     | 1305 mm, 27°, 68 mm                                                                |
| Bereifung                              | vorne: 80/90-16 M/C (43P) Tubeless, hinten: 100/90-14 M/C (57P) Tubeless           |
| Gewicht vollgetankt                    | 116 kg                                                                             |
| Zulässiges Gesamtgewicht               | 293 kg                                                                             |
| Höchstgeschwindigkeit                  | 93 km/h (Werksangabe), Bis zu 110 km/h möglich bei optimalen Strassenverhältnissen |
| Service-Intervall                      | 6000 km                                                                            |

## Quelle
- Fahrerhandbuch